# 雑音温度
雑音温度（ざつおんおんど）は、電子工学においてはコンポーネントやソースにより導入された利用可能な雑音パワーのレベルを表現する1つの方法。雑音のパワースペクトル密度は、そのレベルのジョンソン-ナイキスト雑音を出す温度（単位はケルビン）で表される。よって
{\displaystyle {\frac {P}{B}}=k_{B}T}
このとき
- {\displaystyle P} は電力 (ワット)
- {\displaystyle B} はその雑音電力が測定される総帯域幅 (Hz)
- {\displaystyle k_{B}} はボルツマン定数 (1.381×10−23 J/K)
- {\displaystyle T} は雑音温度

ゆえに、雑音温度は雑音のパワースペクトル密度 {\displaystyle P/B} に比例する。これは、整合した負荷により、コンポーネントもしくはソースより吸収される電力である。雑音温度は全ての周波数における抵抗の実際の温度に単純に等しい理想的な抵抗とは異なり、一般的には周波数の関数となる。

## 雑音電圧と雑音電流
雑音の多いコンポーネントは、vnという電圧を生成する雑音のある電圧源と直列につながった雑音のないコンポーネント、もしくはinという電流を生成する雑音のある電流源と並列につながった雑音のないコンポーネントとしてモデル化することができる。この等価電圧・等価電流は上記のパワースペクトル密度 {\displaystyle {\frac {P}{B}}} と一致し、帯域幅 B において以下に示す帯域幅を持つ。
{\displaystyle {\begin{aligned}{\frac {\bar {v_{n}^{2}}}{B}}&=4k_{B}RT\\{\frac {\bar {i_{n}^{2}}}{B}}&=4k_{B}GT\end{aligned}}}
R はコンポーネントのインピーダンスの抵抗部分、G はコンポーネントのアドミタンスのコンダクタンス (実部) を表す。よって雑音温度で言うと、雑音電圧を明示しコンポーネントの抵抗に言及しその数字を適任とすることより、インピーダンスの異なるコンポーネント間で公平な比較ができるようになる。室温 (290K) における理想的な抵抗の雑音レベルと比較可能な常温として表現されているので、雑音のパワースペクトル密度（1ヘルツあたりのワット数）よりもより手に入れることができる。
インピーダンスが実在する（及び測定可能な）抵抗成分を有するコンポーネントやソースの雑音温度についてのみ言及できることに注意すべきである。よってキャパシタや電圧源の雑音温度について言及するのは意味をなさない。増幅器の雑音温度は、増幅後に観測される付加雑音を考慮するために増幅器の入力において（増幅器の入力インピーダンスと関連して）加算される雑音を指す。

## 通信システムにおける応用
典型的な通信システムは、送信機、通信路、受信機から構成される。通信路は異なる物理メディアの組み合わせからなり、電気信号が受信機に表示される。どのような物理メディアによって構成されていたとしても、送信された信号は付加雑音により減衰し破損する。
受信システムの付加雑音は熱源 (熱雑音) か他の雑音生成過程によるものである。ほとんどの雑音過程は白色スペクトルを持ち、それは少なくともこちらが関心のある帯域幅以上で熱源のそれと同じ帯域幅である。それらは区別がつかないため、すべての雑音源の寄与はすべて1つにまとめ、熱雑音のレベルとみなすことができる。これらすべての源 ({\displaystyle P/B}) により生成される雑音パワースペクトル密度は、雑音を定義した温度 {\displaystyle T} を割り当てることで記述することができる。
{\displaystyle T={\frac {P}{B}}\cdot {\frac {1}{k_{B}}}}
無線通信受信機では、等価入力雑音温度 {\displaystyle T_{\text{eq}}} は2つの雑音温度の和で表される。
{\displaystyle T_{\text{eq}}=T_{\text{ant}}+T_{\text{sys}}}
アンテナ雑音温度 {\displaystyle T_{\text{ant}}} はアンテナの出力で見られる雑音パワーを表す。受信機回路の雑音温度 {\displaystyle T_{\text{sys}}} は受信機内部の雑音の発生しやすい部分で発生する雑音を表す。
{\displaystyle T_{\text{eq}}} は増幅後の受信機の出力ではなく、等価出力の雑音パワーを参照していることに注意すべきである。言い換えると、受信機の出力は{\displaystyle T_{\text{ant}}} によるものでなく {\displaystyle T_{\text{eq}}} による雑音レベルを持つ雑音のない増幅器の出力を反映している。よって、通信システムの性能指数は無線機のスピーカーにおける雑音レベルではない。例えばそれは受信機の利得の設定に依存する。むしろ増幅させる前に受信機が元の雑音レベルに加えた雑音の量が問題となる。その加えられた雑音レベルは{\displaystyle Bk_{B}T_{\text{sys}}}である。もし信号が存在している場合、雑音温度が {\displaystyle T_{\text{sys}}} である受信機システムを使用して発生するSN比の減少は {\displaystyle 1/T_{\text{ant}}-1/(T_{\text{ant}}+T_{\text{sys}})}に比例する。

## 雑音指数
雑音温度の用途の1つに、システムの雑音指数の定義がある。雑音指数は入力雑音温度が {\displaystyle T_{0}} のときのコンポーネントもしくはシステムによる雑音パワーの増加分（増幅器の入力値を参照しての）を指すものである。
{\displaystyle F={\frac {T_{0}+T_{\text{sys}}}{T_{0}}}}
{\displaystyle T_{0}} は慣例として室温 290 K が用いられる。
雑音指数（線形項）は、以下に示す変換を利用して、雑音指数（ベクトル単位）として表現されることがよくある。
{\displaystyle NF=10\log _{10}(F)}
雑音指数は、元の信号の雑音温度は290Kのとき、信号をシステムに通すことで生じるSN比の減少として見ることができる。これは増幅器の利得にかかわらず無線周波数増幅器により発生する雑音を　表現する一般的な方法である。例えば、雑音温度が870K、よって雑音指数が6dBである増幅器を仮定する。その増幅器を使いほぼ室温 (290K) の雑音温度を持つ音源を増幅すると、多くの音源と同じように、その増幅器の挿入により信号のSN比が6dB低下する。受動変換器は290Kに近い雑音温度を有するため、この単純な関係は、音源による雑音が熱源由来の場合、頻繁に適応することができる。
しかし、多くの場合、大気の騒音が支配的な低周波アンテナなどのように、入力源の雑音温度ははるかに高くなる。そのとき、SNRの減少はほとんどない。一方、大気を通り宇宙に向けられた（そのためはるかに低い雑音温度が見られる）良い衛星アンテナは、6dB以上減少した信号のSN比を持つ。そのような場合、室温により定義された雑音指数ではなく、増幅器の雑音温度自体を参照するのが適切である。

## 増幅器連鎖の雑音温度
増幅器の雑音温度は、普通Y係数を用いて測定される。複数の増幅器がカスケード接続されている場合、カスケードの雑音温度はフリス方程式を使うことで計算することができる。
{\displaystyle T_{\text{eq}}=T_{1}+{\frac {T_{2}}{G_{1}}}+{\frac {T_{3}}{G_{1}G_{2}}}+\cdots }
このとき
- {\displaystyle T_{\text{eq}}} = 入力に対する結果的な雑音温度
- {\displaystyle T_{1}} = カスケードの1番目のコンポーネントの雑音温度
- {\displaystyle T_{2}} = カスケードの2番目のコンポーネントの雑音温度
- {\displaystyle T_{3}} = カスケードの3番目のコンポーネントの雑音温度
- {\displaystyle G_{1}} = カスケードの1番目のコンポーネントのパワー利得
- {\displaystyle G_{2}} = カスケードの2番目のコンポーネントのパワー利得

よって増幅器の連鎖は {\displaystyle G_{1}\cdot G_{2}\cdot G_{3}\cdots }という利得を持ち、雑音指数{\displaystyle NF=10\log _{10}(1+T_{\text{eq}}/290)}というブラックボックスにモデル化することができる。通常のように増幅器の段の利得が1よりもはるかに大きい場合には、より早い段階にある雑音温度が後よりも雑音温度に大きく影響することがわかる。例えば、1段目で入った雑音は全ての段で増幅され、後の段で入った雑音の増幅は1段目と比べると小さくなる。それを見るもう1つの方法は、1つ前の段による雑音の増幅により、後の段で加えられた信号が既に高い雑音レベルを有していることであり、このとき既に増幅された信号に対するその段の雑音の寄与はあまり重要ではない。
これにより、なぜプリアンプやRF増幅器の品質が増幅器の連鎖において特に重要とされるのかが説明される。ほとんどの場合は1段目の雑音指数のみを考慮するだけでよい。しかしそれでも、2段目の雑音指数がそれほど高くない（もしくは1段目の利得が非常に低い）ことを確認し、2段目にSN比の減少があることを確認する必要がある。このことは、1段目の雑音指数とその段での利得（デシベル）の和が2段目の雑音指数よりもそこまで大きくない場合、懸念事項となる。
Friis方程式より導かれる1つの結論は、第1の増幅器の前に付けられる減衰器が、増幅器により雑音指数を劣化させるであろうということである。例えば、1段目が6dBの減衰器を表すとき、{\displaystyle G_{1}={\frac {1}{4}}}{\displaystyle T_{\text{eq}}=T_{1}+4T_{2}+\cdots } {\displaystyle T_{2}} は4倍になる。{\displaystyle G_{1}} をアンテナの効率とすると、効率の悪いアンテナはこの原理の一例である。